# Teilapparat

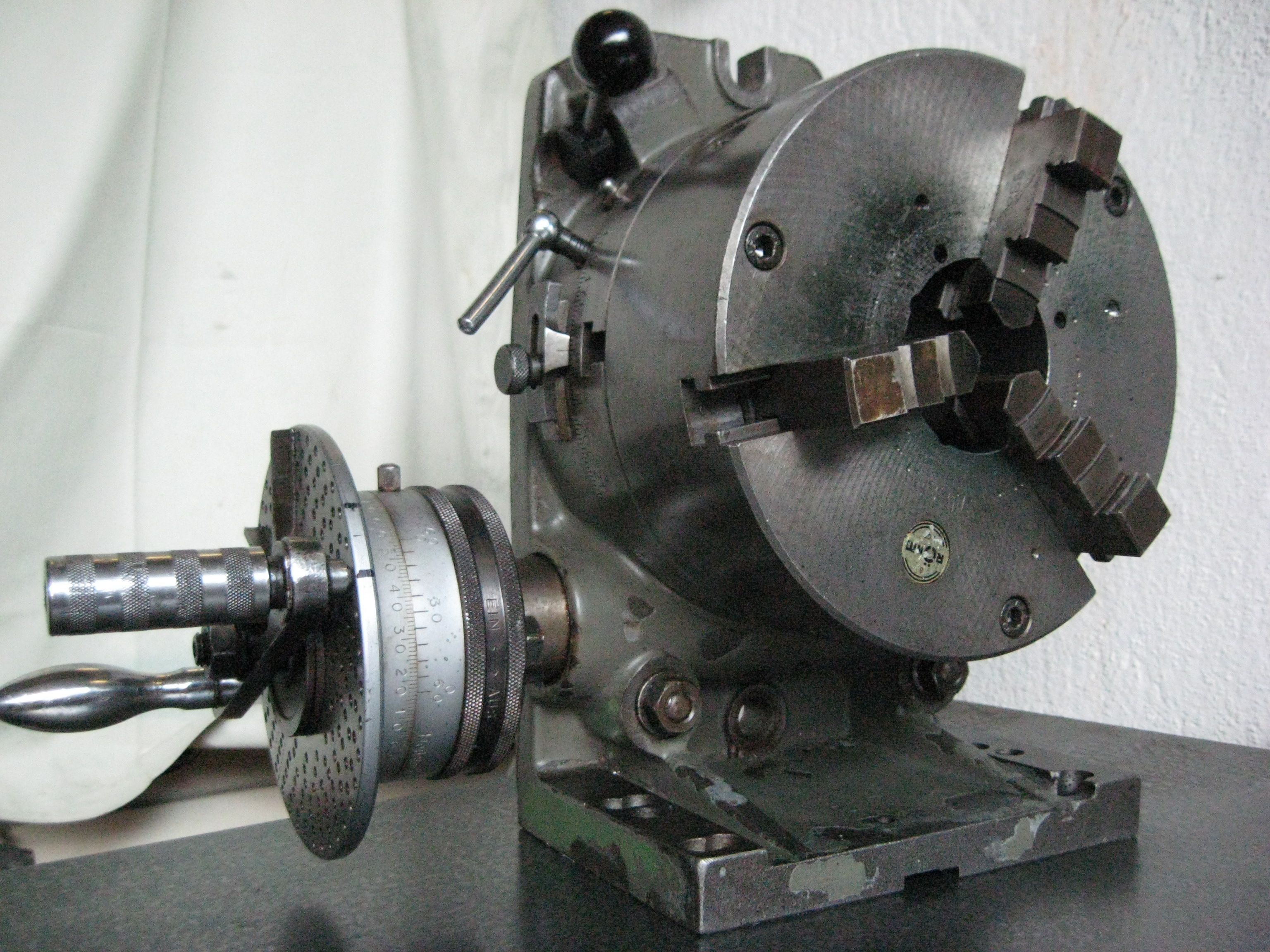
Universalteilapparat mit horizontal drehendem Dreibackenfutter

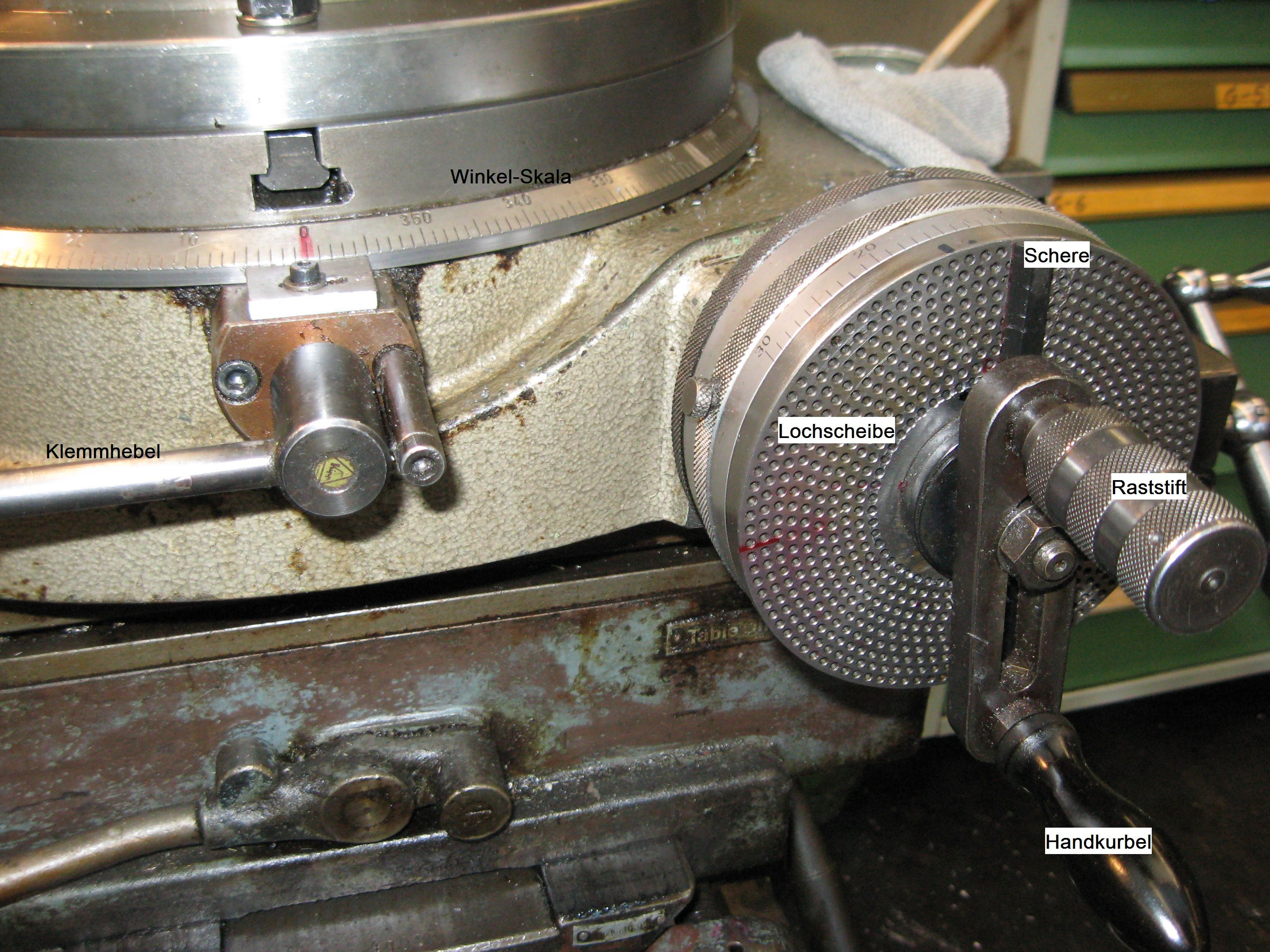
Universalteilapparat mit vertikal drehender Planscheibe (Rundtisch)

Ein Teilapparat oder Teilkopf ist eine universelle Vorrichtung zum winkelgenauen Positionieren und Weiterdrehen eines rotierenden Maschinenteils, an dem nach dem Drehen über dem Umfang meistens gleichmäßig verteilte Bearbeitungen vorgenommen werden sollen.

## Verwendung
Ein Teilapparat wird in der zerspanenden Fertigung unter anderem für das Bohren von radialen oder von achsparallelen Löchern (kreisförmige Lochbilder) und das Fräsen der Zähne von Zahnrädern verwendet.
Ebenso können radiale Bearbeitungen wie Mehrfachnuten an einer Welle gefertigt werden (Beispiel: zwei um 120° zueinander versetzte Passfedernuten auf einer Welle).
Ein weiterer Anwendungsbereich ist das Fertigen von Keilwellen.

## Aufbau und Funktion
Ein Teilapparat ähnelt dem Spindelstock einer Drehmaschine. Er hat ein oder zwei ebene Aufstellflächen zur Montage auf den Arbeitstisch einer Ständerbohrmaschine oder einer Ständerfräsmaschine: rechtwinklig oder parallel zur Spindelachse dieser Maschine.
Zur Aufnahme des Werkstücks ist die Teilapparat-Spindel mit einem Spannfutter oder einer Planscheibe versehen. Die Spindel wird bei jedem Teilschritt von Hand weiter gedreht.

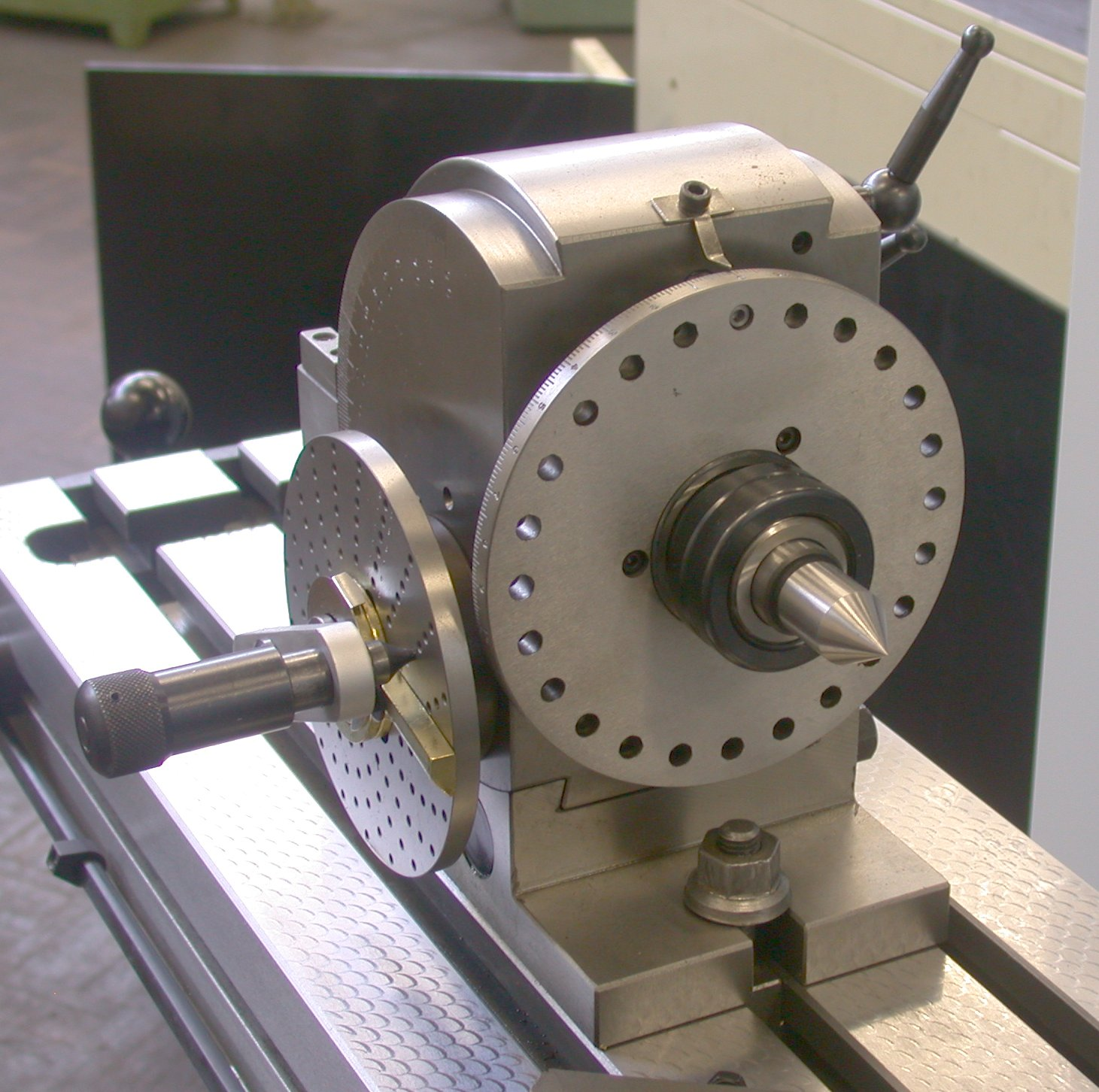
Direktes Teilen mit einer Teilscheibe (Teilung T=24) auf der Spindelachse

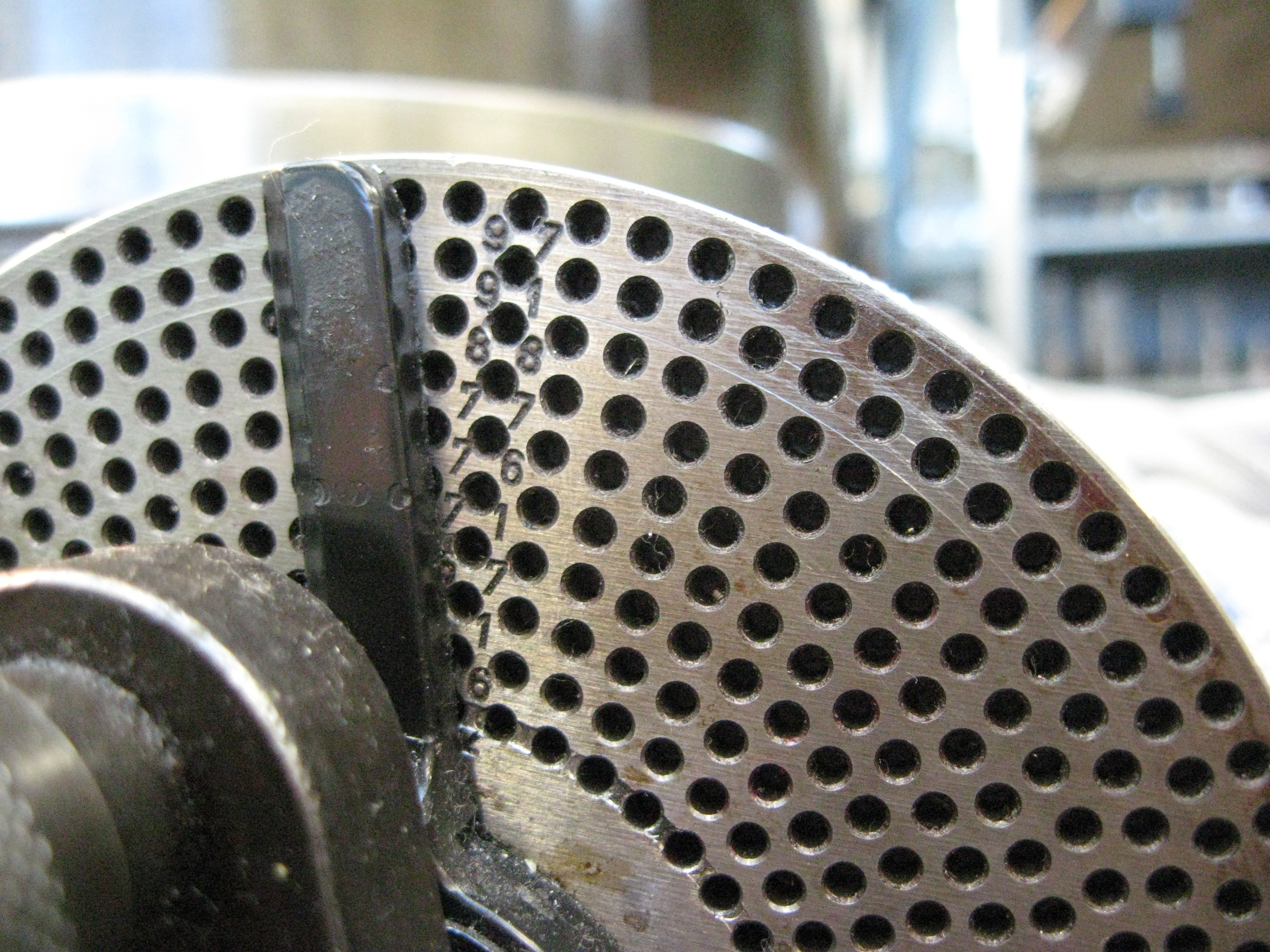
Indirektes Teilen mit in der Kurbelachse eines Universalteilapparates eingebauter Lochscheibe mit zehn verschiedenen Lochkreisen: T = 52 bis 97

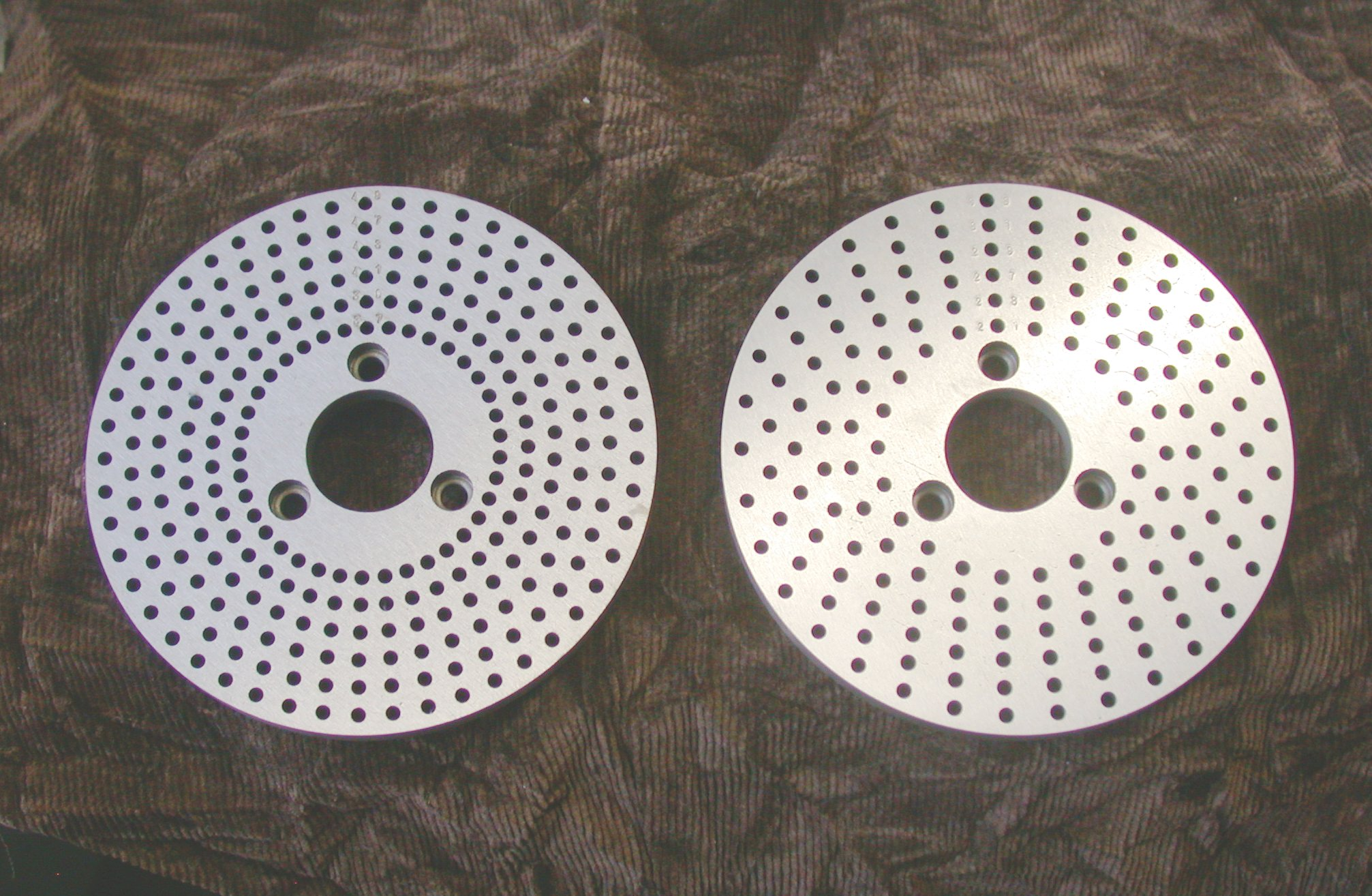
Weitere Wechsel-Lochscheiben mit je sechs verschiedenen Lochkreisen für indirektes Teilen mit einem Universalteilapparat

### Direktes Teilen
Einfache Teilapparate haben auf der Rückseite des Spannfutters oder der Planscheibe eine zum Teilen verwendete Scheibe mit kreisförmigem Lochbild. Diese ist koaxial zur Spindel am Gehäuse befestigt. Die Spindel wird jeweils arretiert, wenn ein Raststift vom Gehäuse her in eines ihrer Löcher greift. Die Teilscheibe hat meistens nur einen Lochkreis mit gewöhnlich 24 Löchern, womit die Teilungen T = 2, 3, 4, 6, 12 und 24 realisierbar sind.

### Indirektes Teilen
Für andere, weniger häufig vorkommende, engere und fast beliebige Teilungen ist der Teilapparat zu einem sogenannten Universalteilapparat erweitert. Ein solcher erlaubt das sogenannte indirekte Teilen. Die Spindel wird über ein vorgeschaltetes Schneckengetriebe mit Hilfe einer Handkurbel jeweils einen Teilschritt weiter gedreht. Das Übersetzungsverhältnis dieses Getriebes ist häufig i = 40, kann aber auch i = 60, 90, 120 oder sogar 180 sein. Demzufolge verlangt ein Teilschritt die i-fache Verdrehung der Kurbel. Meistens ist die Kurbel mehr als einmal und in der Regel keine ganze Zahl zu drehen. Zum Weiterdrehen über eine/mehrere ganze Zahl von Drehungen hinaus dient eine am Gehäuse befestigte, zur Kurbel koaxiale Teilscheibe. Diese ist im Unterschied zur Teilscheibe einfacher Teilapparate mit mehreren zueinander konzentrischen Lochkreisen versehen. Zudem stehen üblicherweise mehrere solcher Teilscheiben zur Auswahl. Das Verdrehen über ganze Kurbeldrehungen hinaus wird mithilfe einer sogenannten Schere erleichtert. Diese besteht aus zwei um die Kurbelachse drehbaren Zeigern. Die ganzen Drehungen erfolgen bis zum Loch des entsprechenden Teilkreises, das sich rechts (Drehen im Uhrzeigersinn) neben dem ersten Zeiger befindet. Die Schere ist so weit geöffnet, dass von hier aus bis zum Loch links neben dem zweiten Zeiger die zusätzlichen indirekten Teilschritte erfolgen. Der Benutzer braucht nur die Zahl der ganzen Drehungen zu zählen. Die Schere erspart ihm das Zählen zwischen den Löchern auf der Teilscheibe. Vor dem nächsten Arbeitsschritt wird die Schere weiter gedreht, bis ihr linker Zeiger an den ins rechte Loch gesteckten Raststift anstößt.
Mit direkter Teilung wären prinzipiell alle vorkommenden Teilungen möglich. Erforderlich wäre für jede gewünschte Teilung ein separater Lochkreis, was die Zahl der Teilkreise und der auswechselbaren Teilscheiben deutlich vergrößern würde. Beim indirekten Teilen sind weniger Lochkreise erforderlich, da sich Lochkreise mehrfach nutzen lassen. Hauptvorteil der indirekten Teilung ist aber die damit deutlich höhere erreichbare Genauigkeit. Diese resultiert aus dem Zwischenschalten des ins Langsame übersetzenden Schneckengetriebes. Die Spindel wird mit der Kurbel hochauflösend weiter gedreht. Die Ungenauigkeit innerhalb der Lochkreise wirkt sich nur noch beim Drehen über die ganzen Kurbeldrehungen hinaus aus. Teilungsfehler entstehen durch die Schnecke, die sowohl als Mess- wie auch als Transportelement benutzt wird, und wirken sich mit der entsprechenden Übersetzung aus. Diese Fehler vergrößern sich durch den unvermeidlichen Verschleiß im Betrieb. Damit sind der erreichbaren Genauigkeit der mechanischen Teilköpfe Grenzen gesetzt. Vorausgesetzt ist hierbei noch, dass durch entsprechende Ausbildung der Spindellager Schlag- und Taumelfehler der Spindel weitgehend vermieden werden. 
Ein Universalteilapparat besteht aus den beiden Hauptteilen Spindelstock und Handkurbel mit Teilscheiben, deren Drehachsen um 90° gegeneinander verdreht sind. Verbindendes Teil ist das Schneckengetriebe. Beide Hauptteile befinden sich in einem gemeinsamen, aus Grauguss gefertigtem Gehäuse.

## Anwendungsbeispiel
Es soll ein Zahnrad mit 31 Zähnen (T = 31) mit Hilfe eines Universalteilapparats hergestellt werden (jede Zahnlücke wird einzeln mit einem Scheibenfräser (Modulfräser) erzeugt).
- Bei dem verwendeten Teilapparat sei die Getriebeübersetzung i=120. Für eine Drehung der Arbeitsspindel sind 120 Kurbeldrehungen erforderlich (1 Kurbeldrehung entspricht 3° Spindeldrehung).
- Für 31 Teilungen muss die Spindel je Teilung um 360°⁄31 = 1119⁄31° ≈ 11,613° gedreht werden.
- Die Zahl der Kurbeldrehungen ist davon 1⁄3 (=120⁄31), d. h. = 327⁄31 ≈ 3,871.
(Würde dezimal gerechnet, wären Rundungsfehler unvermeidlich. Beim Teilapparat wird das vermieden, weil die Bruchrechnung korrekt ausgeführt wird.)
- Als Teilkreis auf einer indirekt wirkenden Teilscheibe bietet sich der 31er Lochkreis an. Möglich wären auch Lochkreise mit einem ganzen Vielfachen von 31 (bei Zahlen, die nicht wie 31 eine Primzahl sind, auch Zahlen, die durch Teilen mit ganzen Zahlen entstehen).
- Bei Verwendung des 31er Lochkreises ist die Kurbel dreimal ganz und über 27 Teile des Lochkreises zu drehen. Die Schere ist überschlagend offen (27/31 von einer Drehung) einzustellen.

## Optischer Teilkopf
Beim optischen Teilkopf werden die durch die zur Messung benutzte Schneckenübertragung sich ergebenden Fehler vermieden. Bei ihm dient die Schnecke nur als Transportorgan, während die Spindeldrehung an einem Glasteilkreis, der sich nicht abnutzt, abgelesen wird, der auf der Spindelachse selbst sitzt. Nach erfolgter Einstellung auf den erwünschten Winkelwert wird die Transportschnecke ausgeschwenkt und die Spindel in ihrer Lage durch eine Bremse festgehalten. Diese muss so beschaffen sein, dass durch ihr Anziehen die gewünschte Einstellung nicht verändert wird. Das erste Gerät dieser Art brachte Carl Zeiss, Jena, etwa im Jahr 1920 heraus. Es folgten verschiedene andere Konstruktionen, die alle bestrebt waren, eine möglichst hohe Teilgenauigkeit zu erreichen. 

## Verwendung motorisch angetriebener Universalteilapparate
Auf modernen Werkzeugmaschinen wie CNC-Maschinen wird gelegentlich ein Universalteilapparat permanent und synchron zum Werkzeug angetrieben verwendet. Die Funktion und der Zweck sind ähnlich wie beim automatischen Gewindeschneiden auf Drehmaschinen. Dementsprechend sind Anwendungen bekannt, bei denen spirallinienförmige Konturen auf Zylindern erzeugt werden.